# ベビーホテル
ベビーホテルは、認可外保育施設（都道府県知事の認可を受けていないが、保育所と同様の業務を目的とする施設）のうち、
1. 夜20時以降の夜間保育を行っている
2. 宿泊を伴う保育
3. 一時預かりの子どもが利用児童の半数以上

のどれかを常時実施している施設のことを言う。ホテルと呼ばれているが旅館のように宿泊目的の設備が用意されているわけではなく、あくまで保育施設である。

## 概要
高度経済成長期の1970年代後半に、手軽に利用できることからも大都市を中心に急増した。乳幼児の発達保障の場というよりも、営利を優先することから環境面に不備も多く、事故が発生するなど社会問題にもなった。2014年、宇都宮市の認可外保育施設「託児室トイズ」で宿泊保育中だった生後9ヶ月の女児が死亡、施設では虐待が常態化していた。2016年7月、水戸市のベビーホテルでの生後７ヶ月の女児のうつぶせ寝での窒息死事故。
これらのベビーホテルの諸問題は、TBSテレビ（当時東京放送テレビ局）の首都圏ローカルで放送されたニュースショー・『テレポートTBS6』において集中的に特集放送され、問題提起された（のちに1981年度のJCJ（日本ジャーナリスト会議）賞・正賞、日本新聞協会賞、放送文化基金賞、日本民間放送連盟賞を受賞する）。1981年5月、日本弁護士連合会は、会長名でベビーホテル問題について乳幼児の生存権(成長発達権)に対する侵害であり、公私立の認可保育所、乳児院を増設し、保育時間を延長し夜間保育体制を整備して乳幼児を収容するなど、恒久的総合的対策を講ずるべきとの声明を出した。
こうした事態を受けて、1981年、施設への一斉点検、指導を実施。同年児童福祉法が一部改訂され、認可外保育施設への立入検査、指導監督が行われるようになり、特に問題点の多いベビーホテルについては重点的に調査を行うようになった。また、2002年の改訂では、改善勧告や移転勧告に応じない場合の行政処分が強化され、その後、すべてのベビーホテルに年1回の立入検査が義務付けられることになった。2019年現在で、認可外保育施設は、全国に12,027ヶ所あり、そのうちベビーホテルは1,261ヵ所である。厚生労働省の2019年の地域児童福祉事業等調査結果によると、1歳児～3歳児の割合が多く、主に低年齢の子どもたちが中心にベビーホテルを利用している。

## 参考資料
- 大江まゆこ「夜間保育施設に求められる家庭支援」(Child Research Net)前編　2020年4月10, 17日　https://www.blog.crn.or.jp/lab/01/128.html/ 後編　2020年4月17日　https://www.blog.crn.or.jp/lab/01/129.html
- 河嶋静代『ベビーホテルと児童家庭問題　1970年代～1990年代の新宿区の状況』法政出版　2000年　ISBN-13 : 978-4894411708